# Solti Hermin

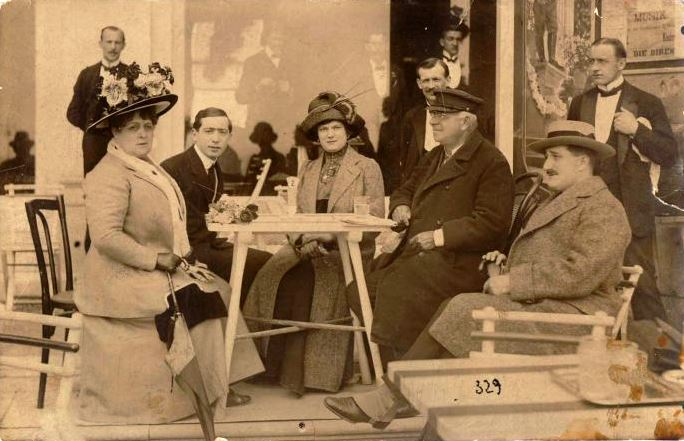
Blaha Lujza, Solti Dezső, Solti Hermin, Újházi Ede; Fiume

Solti Hermin, Scheiner Hermin Senye (Máramarossziget, 1887. január 18. – Hollywood, 1966. február) magyar színésznő, dizőz.
Beültem a Japánba, és mert szeretem a rendszeres munkát, mindenekelőtt lelkiismeretesen összeírtam azokat a testi funkciókat, amelyek egy pikáns Solti-kuplé alapját képezhetik. Utána ami káromkodás hirtelen eszembe jutott, azt is mind papírra vetettem, hogy legyen elegendő nyersanyagom.

## Élete és pályafutása
Apja Solti Imre (Scheiner Izsák) orfeumigazgató volt, akinek színpadán Kolozsvárott nyolcéves korában már fellépett. Édesanyja Jäger Chana. Később Budapestre költöztek, emiatt Solti Hermin a középiskolai tanulmányait már itt végezte el. A kabarék sztárja volt. 1908-tól 1928-ig a Royal Orfeumban, 1914–1918 között a Royal Sörkabaréban, 1922–23-ban a Palace Kabaréban, 1924-ben a Papagáj Kabaréban, 1931-től 1938-ig a Komédiában énekelt kuplékat. Fellépett Bécsben is. 1956 után elhagyta Magyarországot.
Három évtizeden át a kétértelmű kuplék előadása elsősorban az ő nevéhez fűződött. Lemezfelvételei is készültek.
1911. október 29-én Budapesten, a Józsefvárosban házasságot kötött Király Ernő színésszel, lányuk Király Kató (sz. Budapest, 1914. április 8.) színésznő, Herrmann Kosterlitz (Henry Koster) osztrák-amerikai filmrendező felesége, akitől 1941-ben elvált, és egy fiuk született, Bob Koster filmproducer. Solti Hermin 1922-en elvált, és 1922. március 7-én Elkán Zoltán szűcsnagyiparoshoz ment nőül.